# ماما أمريكا (مسرحية)
ماما أمريكا مسرحية مصرية عرضت سنة 1994 من بطولة محمد صبحي وفرقته.

## القصة
تتناول المسرحية أوضاع وأحوال الدول العربية بعد ضياع الخلافة العثمانية (عائلة منافع)، جسد الممثل محمد صبحي شخصية مصر.
بينت هذه المسرحية النظرة المتطرفة للغرب عن العرب وتنبأت بأحداث 11 سبتمبر، وأعيدت صياغتها على شكل مسلسل عايش في الغيبوبة ولكن لم تلقَ نجاحاً بعكس المسرحية.

## الممثلين
- محمد صبحي عايش شحاتة منافع بطل المسرحية ويمثل دور «مصر».[6]
- هناء الشوربجي أميرة كامل بطلة المسرحية ويمثل دور «أمريكا».
- حسام فياض الابن الأكبر لعايش.
- هدى هاني الابنة الكبري لعايش.
- فادي خفاجة الابن الصغير لعايش.
- ريم أحمد الأبنة الصغري لعايش.
- زينب وهبي ابنة عم عايش.
- مجدي صبحي أخو عايش المريض بكل الأمراض ويمثل دور «الدول العربية فالقرن الإفريقى».[7]
- عبد الله مشرف أبن عم أميرة كامل ويمثل دور «إسرائيل».
- شعبان حسين[8] أخو عايش المسطول دائما ويمثل دور «بلاد المغرب العربي الكبير».
- محمود أبو زيد أخو عايش الثري الذي ينفق نقوده دائما علي الراقصات ويمثل دور «دول الخليج العربي».
- محمود العراقي أخو عايش البلطجي دائما ويمثل دور «العراق».
- رانيا فتح الله أخت عايش وتمثل دور «بلاد الشام».
- شوقي طنطاوي موظف الشهر العقاري.
- حمدي السيد محامي عائلة شحاتة منافع.
- عبير حمدي موظفة لدي أميرة.
- جميلة عزيز ماجي موظفة لدي أميرة.